# (1393) Sofala
(1393) Sofala es un asteroide perteneciente al cinturón de asteroides descubierto por Cyril V. Jackson desde el observatorio Union de Johannesburgo, República Sudaficana, el 25 de mayo de 1936.

## Designación y nombre
Sofala se designó inicialmente como 1936 KD.
Más adelante fue nombrado por Sofala, una provincia de Mozambique.

## Características orbitales
Sofala orbita a una distancia media de 2,434 ua del Sol, pudiendo alejarse hasta 2,701 ua y acercarse hasta 2,167 ua. Su excentricidad es 0,1097 y la inclinación orbital 5,847°. Emplea 1387 días en completar una órbita alrededor del Sol.